# Hexurella apachea
Hexurella apachea es una especie de arácnido perteneciente al género Hexurella, dentro de la familia Hexurellidae, del orden de las arañas.

## Distribución
La especie se distribuye por Estados Unidos.

## Taxonomía
Fue descrita científicamente por Willis John Gertsch y Norman Ira Platnick en 1979. La descripción original fue publicada en A revision of the spider family Mecicobothriidae (Araneae, Mygalomorphae). American Museum Novitates, número 2687, entre las páginas 1 y 32.